# Rudolf Schmundt
Rudolf Gustav Moritz Schmundt (født 13. august 1896, død 1. oktober 1944) var en tysk officer, der fungerede som adjudant for Adolf Hitler under 2. verdenskrig. Han deltog også i 1. verdenskrig og var fra 1942 til 1944 leder af Heerespersonalamt.
Schmundt var et af ofrene i 20. juli-attentatet, hvor Claus von Stauffenberg placerede en bombe i en dokumentmappe i et mødelokale. Oberst Heinz Brandt flyttede mappen bag et bordben og reddede uforvarende Hitlers liv, men blev dræbt som følge af bombens placering. Schmundt blev hårdt såret i eksplosionen og han mistede sit venstre øje. Han så i første omgang ud til at komme sig, men døde til sidst af komplikationer som følge af sine kvæstelser den 1. oktober 1944.
Schmundt blev begravet på Invalidenfriedhof i Berlin og modtog posthumt den tyske orden den 7. oktober. General Wilhelm Burgdorf blev udnævnt til den nye chef for Heerespersonalamt og havde stillingen frem mod krigens afslutning, hvor han begik selvmord i Førerbunkeren i maj 1945.